# Ольберсдорф
Ольберсдорф (нем. Olbersdorf) — община в Германии, в земле Саксония. Подчиняется административному округу Дрезден. Входит в состав района Гёрлиц. Подчиняется управлению Ольберсдорф. Население составляет 5515 человек (на 31 декабря 2010 года). Занимает площадь 15,16 км².
Община подразделяется на 5 сельских округов.

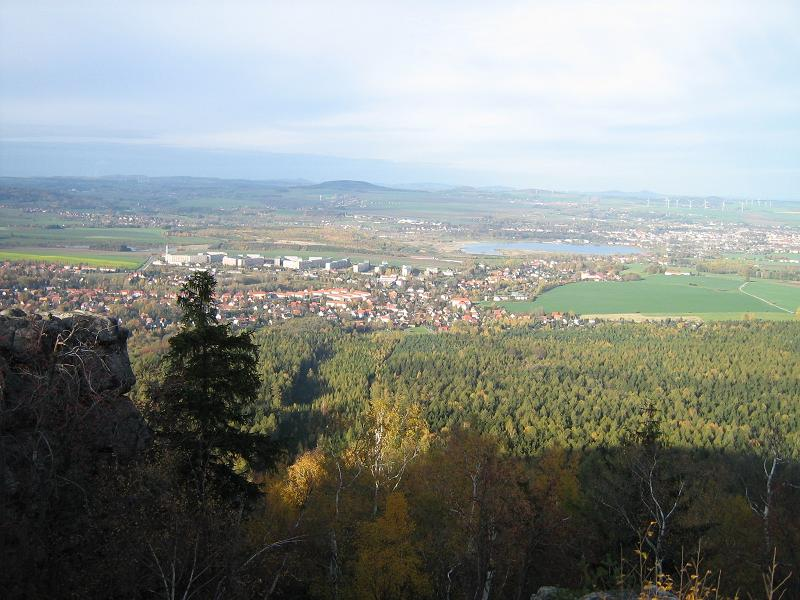

## Население
| Год  | Численность | Численность |
| ---- | ----------- | ----------- |
| 2017 | 4808        | [ 1 ]       |
| 2019 | 4704        | [ 3 ]       |
| 2021 | 4480        | [ 4 ]       |
| 2022 | 4526        | [ 5 ]       |
| 2023 | 4424        | [ 2 ]       |